# Нојхарлингерсил
Нојхарлингерсил (њем. Neuharlingersiel) општина је у њемачкој савезној држави Доња Саксонија. Једно је од 19 општинских средишта округа Витмунд. Према процјени из 2010. у општини је живјело 1.128 становника. Посједује регионалну шифру (AGS) 3462010.

## Географски и демографски подаци
Нојхарлингерсил се налази у савезној држави Доња Саксонија у округу Витмунд. Општина се налази на надморској висини од 1 метара. Површина општине износи 24,6 km². У самом мјесту је, према процјени из 2010. године, живјело 1.128 становника. Просјечна густина становништва износи 46 становника/km².